# Titien d'Oderzo
Titien d'Oderzo (mort en 632), évêque de la ville d'Oderzo, est considéré comme saint par l’Église catholique. Sa mémoire est fêtée le 16 janvier.

## Biographie
Titien est né à Eraclea, proche de Venise, au milieu du VIe siècle. Il part se former à Oderzo, l'évêché dont dépend son petit village, auprès de l'évêque Florien. Il est ensuite ordonné diacre. Lorsque l'évêque décide de quitter la ville pour aller évangéliser les campagnes environnantes, la population désigne Titien pour lui succéder. Après une année, Florien revient et Titien insiste pour lui restituer son poste. Mais Florien décide de repartir poursuivre son évangélisation, laissant Titien en rôle d'évêque. Titien conservera ce poste jusqu'à sa mort en 632,.
Enterré à Oderzo, les reliques de l’évêque sont déplacées à Vittorio Veneto avant que les Lombards ne détruisent et rasent la ville d'Oderzo en 665. Son culte est attesté dès le VIIIe siècle, il est cité dans différents martyrologes. Saint Titien est le saint patron de la ville et du diocèse de Vittorio Veneto.
Ses reliques sont vénérées dans la crypte de la cathédrale de Vittorio Veneto. Elles sont placées dans une urne en bronze de style néo-byzantin en forme de sarcophage,.
Sa mémoire est célébrée dans l’Église catholique le 16 janvier.